# Hadena concinna
Hadena concinna là một loài bướm đêm trong họ Noctuidae.